# Roland Steiner
Roland Peter Steiner (Leoben, 27 mei 1984) is een golfprofessional uit Oostenrijk.
Steiner begon met golf toen hij veertien jaar was. Na zijn middelbare school deed hij van 1998-2003 een technische opleiding. Toen hij twintig was, zat hij in het nationale team en in 2005 speelde hij als amateur enkele toernooien op de Alps Tour. Hij had toen handicap +3.

## Professional
Eind 2005 werd Steiner professional. In 2007 eindigde hij op de Alps Tour op de tweede plaats van de Order of Merit, zodat hij naar de Europese Challenge Tour van 2008 promoveerde.
Zijn topjaar was 2009, toen hij ruim € 45.000 verdiende en in de top-30 van de Challenge Tour eindigde. Hij eindigde niet hoog genoeg om naar de Europese Tour te promoveren.

### Gewonnen
Alps Tour
- 2004: beste amateur in het Montecatini Open en het MAN NÖ Open
- 2005: beste amateur in het Oostenrijks Open, de Olivier Barras Memorial en de Tropheé Maroc Telekom
- 2006: Pro-Am Open Le Madonie

Elders
- 2009: KE KELIT Championship, Platz Orange Business Pro-Am
- 2010: MEDIA Golf Austria

### Teams
- World Cup: 2011 (met Florian Praegant)